# Kressiermühle
Kressiermühle ist ein Ortsteil der Gemeinde Forstinning im Landkreis Ebersberg in Bayern, Regierungsbezirk Oberbayern.
Der Weiler liegt abseits der Staatsstraße 2080 an der Anzinger Sempt, zwischen der Wolfmühle und dem Weiler Sempt.

## Geschichte

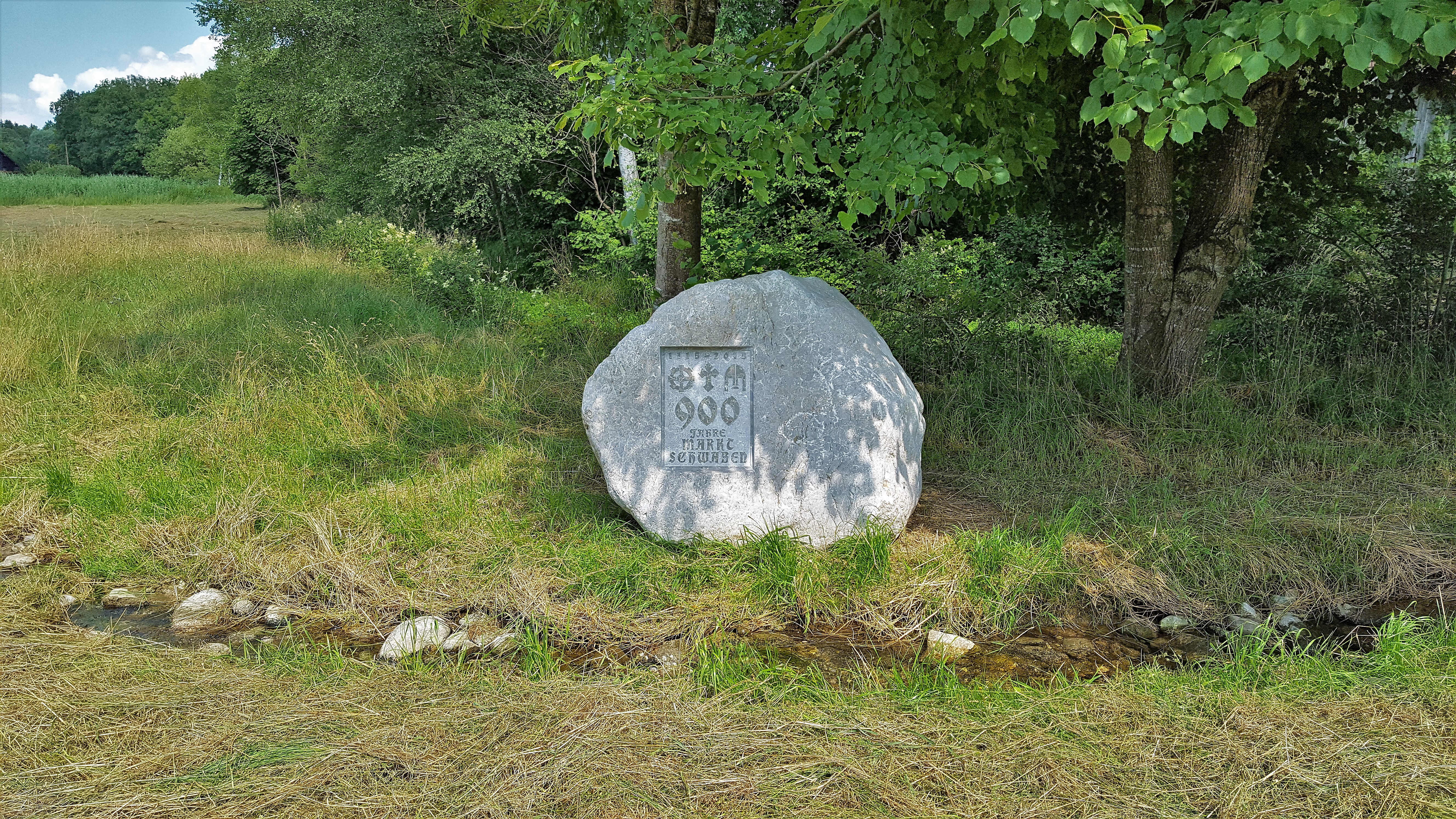
Gedenkstein zum 900. Jubiläum der Nennung Schwabens

1115 schenkte Ritter Ulrich von Moosach eine Mühle bei Schwaben (unam molam apud suabun) und zwei Leibeigene der Kirche, zum Seelenheil seines Onkels Rupert I., Abt des Klosters Ebersberg. Diese Urkunde stellt die erste schriftliche Nennung des Ortes Markt Schwaben dar. Bei der damals genannten Mühle handelt es sich wahrscheinlich um die Kressiermühle. Sie war die einzige Mühle an der Sempt, die bis zur Säkularisation in Besitz des Klosters war.
Mit dem Müller Wolfgang Kressierer wird erstmals 1538 ein Müller mit dem heutigen Namen der Mühle erwähnt. Müller diesen Namens finden sich schon 1510  in Niederneuching.
Mit dem Verbot des Jesuitenordens 1773 kam sie unter die Verwaltung der Hofkammer des Kurfürsten in München. Die Kressiermühle gehörte 1813 laut dem Gemeindeverzeichnis noch zur Gemeinde Schwaben, im Revisionsedikt von 1818 wird sie erstmals der Gemeinde Forstinning zugeschlagen, wobei sie weiterhin bis 1859 zur Steuergemeinde Schwaben gehörte. 1827 war die Mühle nur ein hölzernes Wohnhaus mit Strohdach, zu dem die hölzerne Mahlmühle, Stallung und Stadel gehörten. Mit Schindeln war das Backhaus bedeckt. 1862 war das Wohnhaus dann gemauert. 1920 wurde die Mühle außer Dienst gestellt und der Hof diente nur noch der Landwirtschaft. 1985 wird das Anwesen neu gebaut.